# Pritlikava galaksija
Pritlíkava galaksíja je galaksija, sestavljena iz nekaj milijard zvezd, kar je veliko manj kot v naši Galaksiji, ki ima 200 do 400 milijard zvezd. Veliki Magellanov oblak, ki ima nekaj več kot 30 milijard zvezd, se včasih uvršča med pritlikave galaksije, čeprav je lahko prava galasija, ki kroži okrog naše Galaksije.
V Krajevni skupini je veliko pritlikavih galaksij. Te običajno krožijo okrog drugih večjih kot so: naša Galaksija, Andromedina galaksija in Trikotnik.
Okrog naše Galaksije kroži 14 znanih pritlikavih galaksij. V opazljivem vesolju je približno 7 bilijonov (7 · 1012) pritlikavih galaksij.
Pritlikave galaksije so lahko različnih morfologij:
- eliptične: pritlikave eliptične (dE) in njen podtip pritlikave sferoidne (dSph)
- nepravilne: pritlikave nepravilne (dI)
- spiralne: pritlikave spiralne.

Novejši izraz hobitska galaksija se uporablja za opis galaksij, ki so manjše in temnejše od pritlikavih.